# Greatest Hits III
Pour les articles homonymes, voir Greatest Hits.
Albums de Queen
Queen Rocks
(1997) Queen on Fire: Live at the Bowl
(2004)
Singles
1. Another One Bites the Dust (remix)
Sortie : novembre 1998
2. Under Pressure (Rah Mix)
Sortie : décembre 1999
3. Princes of the Universe
Sortie : 2000

Greatest Hits III est une compilation du groupe de rock Queen, sortie en 1999. Elle contient des duos, des reprises, des versions live, des remixes et des chansons extraites des albums solo des différents membres du groupe. Ce n'est donc pas un album de Queen à part entière, mais plutôt une curiosité qui permet de découvrir le groupe sous un autre angle, d'où le nom Queen+ sur la pochette. Certains titres étaient déjà présents dans des versions différentes sur les deux premiers Greatest Hits du groupe, Greatest Hits (1981) et Greatest Hits II (1991).

## Liste des pistes
| No  | Titre                                                                  | Auteur                                    | Notes                                                                                                 | Durée |
| --- | ---------------------------------------------------------------------- | ----------------------------------------- | --- | ----- |
| 1.  | The Show Must Go On (Live, Théâtre national de Chaillot, janvier 1997) | Queen                                     | Interprété par Queen + Elton John Tiré de Innuendo                                                    | 4:26  |
| 2.  | Under Pressure (Rah Mix)                                               | Queen, David Bowie                        | Interprété par Queen + David Bowie Tiré de Hot Space                                                  | 4:08  |
| 3.  | Barcelona (single version)                                             | Freddie Mercury, Mike Moran               | Interprété par Freddie Mercury + Montserrat Caballé Tiré de Barcelona                                 | 4:25  |
| 4.  | Too Much Love Will Kill You                                            | Brian May, Frank Musker, Elizabeth Lamers | Tiré de Made in Heaven                                                                                | 4:18  |
| 5.  | Somebody to Love (Live, The Freddie Mercury Tribute avril 1992)        | Mercury                                   | Interprété par George Michael + Queen Tiré de Five Live Version originale tirée de A Day at the Races | 5:07  |
| 6.  | You Don't Fool Me                                                      | Queen                                     | Tiré de Made in Heaven                                                                                | 5:22  |
| 7.  | Heaven for Everyone (single version)                                   | Roger Taylor                              | Tiré de Made in Heaven                                                                                | 4:37  |
| 8.  | Las Palabras de Amor (The Words of Love)                               | May                                       | Tiré de Hot Space                                                                                     | 4:29  |
| 9.  | Driven by You                                                          | May                                       | Interprété par Brian May Tiré de Back to the Light                                                    | 4:09  |
| 10. | Living on My Own (Julian Raymond Album Mix)                            | Mercury                                   | Interprété par Freddie Mercury Tiré de The Freddie Mercury Album                                      | 3:37  |
| 11. | Let Me Live                                                            | Queen                                     | Tiré de Made in Heaven                                                                                | 4:45  |
| 12. | The Great Pretender                                                    | Buck Ram                                  | Interprété par Freddie Mercury                                                                        | 3:26  |
| 13. | Princes of the Universe                                                | Mercury                                   | Tiré de A Kind of Magic                                                                               | 3:31  |
| 14. | Another One Bites the Dust (Wyclef Jean Remix)                         | John Deacon                               | Queen feat. Wyclef Jean, Pras & Free Version originale tirée de The Game                              | 4:20  |
| 15. | No-One but You (Only the Good Die Young)                               | May                                       | Tiré de Queen Rocks                                                                                   | 4:11  |
| 16. | These Are the Days of Our Lives                                        | Queen                                     | Tiré de Innuendo                                                                                      | 4:22  |
| 17. | Thank God It's Christmas                                               | May, Taylor                               | Initialement publié en single en 1984                                                                 | 4:19  |

## Classements
| Pays et classement (1999)        | Meilleure position |
| -------------------------------- | ------------------ |
| Australie - ARIA Charts          | 77                 |
| Autriche - Top 75 Albums         | 2                  |
| Belgique - Flandre 100 Albums    | 7                  |
| Danemark - Hitlisten             | 5                  |
| Finlande - Top 50 Albums         | 35                 |
| France - Compilations            | 9                  |
| Allemagne - Albums Chart         | 5                  |
| Hongrie - Top 40 Albums          | 7                  |
| Pays-Bas - Top 100 Albums        | 8                  |
| Nouvelle-Zélande - Top 40 Albums | 24                 |
| Norvège - Top 40 Albums          | 5                  |
| Suède - Top 60 Albums            | 19                 |
| Suisse - Top 100 Albums          | 4                  |
| Royaume-Uni - UK Albums Chart    | 5                  |

| Pays et classement (2000)      | Meilleure position |
| ------------------------------ | ------------------ |
| Belgique - Wallonie 100 Albums | 7                  |
| Italie - Top 20 Albums         | 7                  |

| Pays et classement (2008) | Meilleure position |
| ------------------------- | ------------------ |
| Espagne - Top 100 Albums  | 89                 |